# Kimpusendži
Kimpusendži (japonsky: 金峯山寺, Kinpusendži) je hlavní chrám japonské buddhistické sekty šugendó v katastru města Jošino v okrese Jošino v prefektuře Nara.
Hlavním objektem uctívání je Zaó gongen (蔵王権現). 
V červenci 2004 byl chrám spolu s dalšími památkami na poloostrově Kii zapsán na Seznam světového dědictví UNESCO pod názvem Posvátná místa a poutní stezky v pohoří Kii. 